# Mesnil-Saint-Georges
Mesnil-Saint-Georges é uma comuna francesa na região administrativa de Altos da França, no departamento de Somme. Estende-se por uma área de 6,04 km². Em 2010 a comuna tinha 196 habitantes (densidade: 32,5 hab./km²).